# Yoshida Tamao
Yoshida Tamao (jap. 吉田 玉男, eigentlich: Ueda Sueichi (上田 末一); * 7. Januar 1919 in Ōsaka; † 24. September 2006) war ein japanischer Bunraku-Puppenspieler.

## Werdegang
Er begann 1933 mit vierzehn Jahren bei Yoshida Tamajirō mit der Ausbildung zum Puppenspieler und nahm den Künstlernamen Yoshida Tamao an. Ab 1934 trat er in einem Bunraku-Theater in Osaka auf. 1940 bis 1944 leistete er seinen Militärdienst. 1946 nimmt er das Puppenspiel wieder auf als leitender Puppenspieler. 1962 trat er das erste Mal im Ausland auf der Weltausstellung in Seattle auf und 2002 das erste Mal in Europa.
1955 tritt er als Tokubei in der Wiederaufnahme von Sonezaki shinjū („Doppelselbstmord in Sonezaki“) auf, seiner Paraderolle, die er 2002 zum 1111. Mal aufführte.
Er erhielt hohe japanische Auszeichnungen: 1977 Lebender Nationalschatz (ningen kokuhō), 1978 Verdienstorden am Purpurnen Band, 1989 Orden der Aufgehenden Sonne (Goldstrahlen mit Rosette), 1997 Asahi-Preis, 2000 Person mit besonderen kulturellen Verdiensten und 2003 Kyoto-Preis.
1985 und 1995 erhielt er den vierten und vierzehnten Nationalen Bunraku-Preis.